# Cantón de Saint-Germain-du-Bel-Air
El cantón de Saint-Germain-du-Bel-Air era una división administrativa francesa, que estaba situada en el departamento de Lot y la región de Mediodía-Pirineos.

## Composición
El cantón estaba formado por diez comunas:
- Concorès
- Frayssinet
- Lamothe-Cassel
- Montamel
- Peyrilles
- Saint-Chamarand
- Saint-Germain-du-Bel-Air
- Soucirac
- Ussel
- Uzech

## Supresión del cantón de Saint-Germain-du-Bel-Air
En aplicación del Decreto n.º 2014-154 de 13 de febrero de 2014, el cantón de Saint-Germain-du-Bel-Air fue suprimido el 22 de marzo de 2015 y sus 10 comunas pasaron a formar parte del nuevo cantón de Meseta y Bouraine.